# Voltammetria di adsorbimento e ridissoluzione
La voltammetria di adsorbimento e ridissoluzione (o di strippaggio ad adsorbimento) è una tecnica voltammetrica simile alla voltammetria di ridissoluzione catodica e alla voltammetria di ridissoluzione anodica, eccetto che la fase di concentrazione dell'analita non è controllata dall'elettrolisi dello stesso.
La fase di concentrazione, diversamente, è associata all'adsorbimento sulla superficie dell'elettrodo di lavoro, o tramite reazione con elettrodi chimicamente modificati. 